# Gregorio Graterol
Gregorio Graterol (20 de noviembre de 1965) es un político venezolano. Fue diputado a la Asamblea Nacional por dos periodos y candidato a la gobernación del estado Falcón en varias oportunidades. 

## Carrera
Graterol es abogado graduado en la Universidad de Carabobo y tiene un postgrado el Instituto de Estudios Superiores de Administración (IESA). Fue candidato a gobernador para el estado Falcón para las elecciones regionales de Venezuela de 2008 y de 2012. Fue electo como diputado a la Asamblea Nacional para el periodo 2011-2015, donde integró la Comisión Permanente de Administración y Servicios, y para el periodo 2016-2021, donde fue integrante de la Subcomisión de Servicios Eléctricos.
El 28 de diciembre de 2024 fue detenido por fuerzas de seguridad, siendo recluido en El Helicoide. Fue excarcelado el 18 de julio de 2025 como parte de un intercambio de presos con los venezolanos deportados de Estados Unidos a El Salvador.